# Daniel Wolfromm
Daniel Wolfromm est grand reporter à la rédaction de France 2, il est également l'auteur de plusieurs ouvrages.

## Biographie
Daniel Wolfromm est né en 1951. Il est diplômé de l'IEP de Paris.
En 2024, il accuse publiquement Agnès Vahramian de harcèlement dans le cadre de son travail à France Télévision.

## Ses œuvres
- 2002 : Quand les artistes peignaient l'histoire de France : De Vercingétorix à 1918, avec Béatrice Fontanel, éd. Seuil, 142 p.  (ISBN 2-02-054164-5)
- 2004 : 1914-1918, nous étions des hommes, avec Béatrice Fontanel, photo. Jacques Moreau, éd. La Martinière, 272 p.  (ISBN 2-7324-3188-5)
- 2006 : Grèves : Un siècle de conflits ouvriers en France, avec Michel Toulet, éd. La Martinière, 255 p.  (ISBN 2-7324-3367-5)
- 2009 : Petite histoire du préservatif, avec Béatrice Fontanel, éd. Stock, 177 p.  (ISBN 978-2-234-06182-8)
- 2014 : Art et Guerre, avec Béatrice Fontanel, Éditions Palette, 80 p.  (ISBN 978-2-358-32156-3)